# Listă de conducători de stat din 475
471 - 472 - 473 - 474 - 475 - 476 - 477 - 478 - 479
Aceasta este o listă a conducătorilor de stat din anul 475:

## Asia
- China (Dinastiile de Sud și de Nord) -
  - Dinastia Liu Song - Împăratul Houfei (473–477)
  - Dinastia Wei de Nord - Împăratul Xiaowen (471–499)
- Dinastia Gupta - Kumaragupta II (467–477)
- Japonia - Împăratul Yūryaku (c.456-c.479)
- Coreea (Cele trei regate ale Coreei) -
  - Baekje
    - Gaero al Baekje (454–475)
    - Munju al Baekje (475–477)

  - Goguryeo - Jangsu al Goguryeo (413–490)
  - Silla - Jabi al Silla (458–479)
- Regatul Pallava - Skanda Varman IV (460–480)

## Africa
- Regatul Vandal - Genseric, rege al vandalilor și al alanilor (428 – 477)

## America
- Palenque - Casper, Ajaw al Palenque (435–487)